# NGC 6482
NGC 6482 is een elliptisch sterrenstelsel in het sterrenbeeld Hercules. Het hemelobject werd op 12 juli 1830 ontdekt door de Britse astronoom John Herschel.

## Synoniemen
- UGC 11009
- MCG 4-42-8
- ZWG 141.17
- PGC 61009